# Tōdai-ji

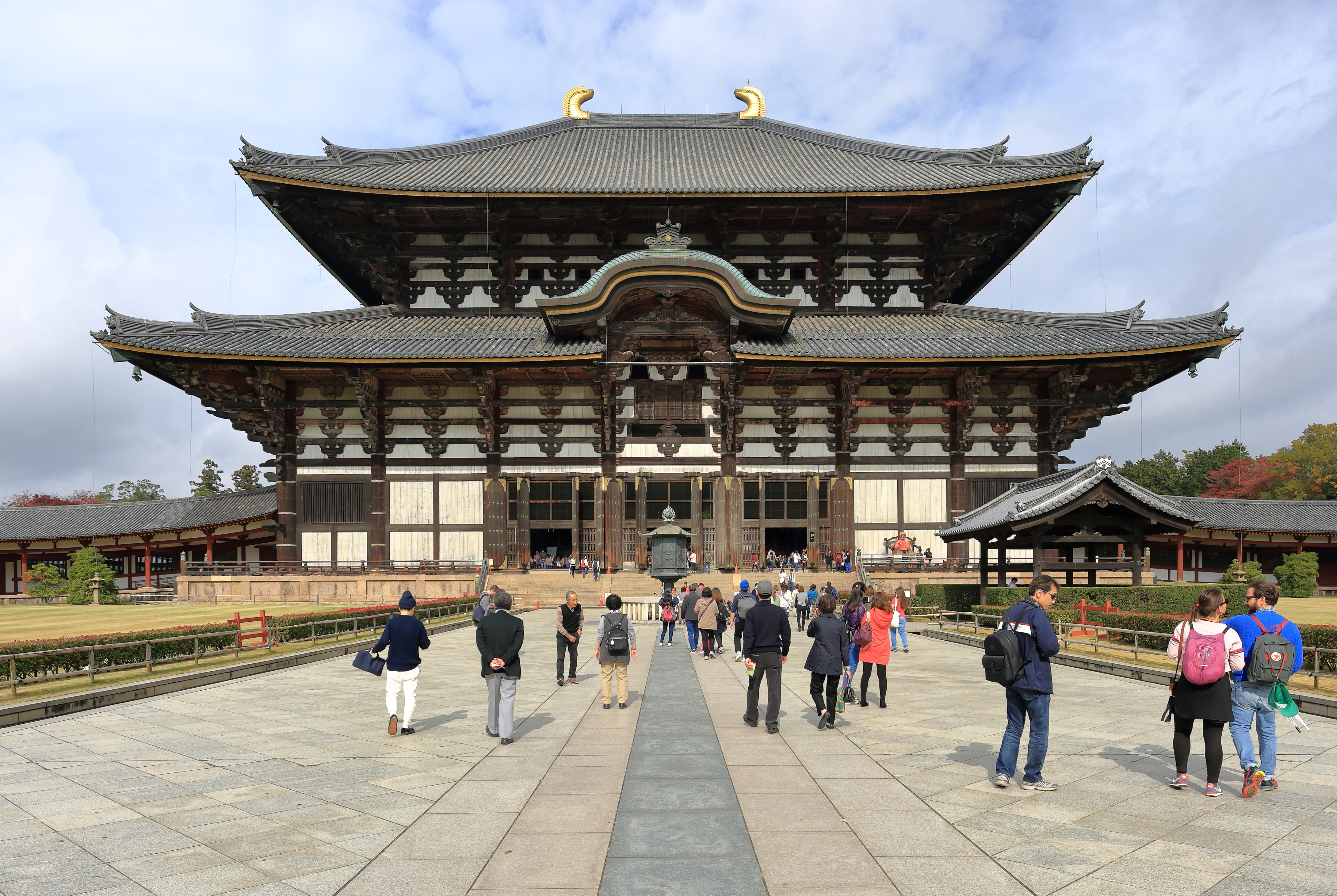
Der Tōdai-ji in Nara

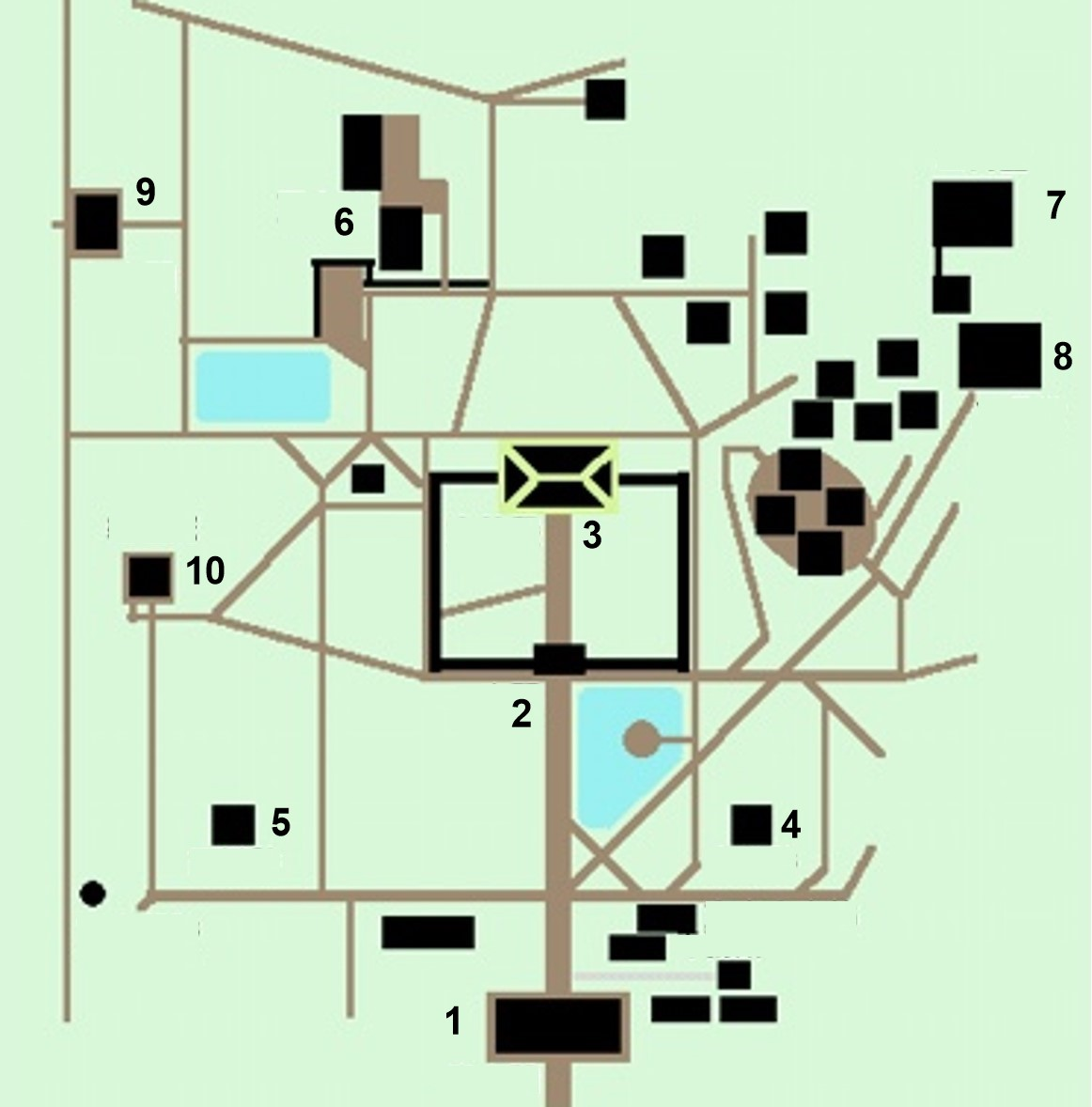
Lageplan der zentralen Tempelanlage

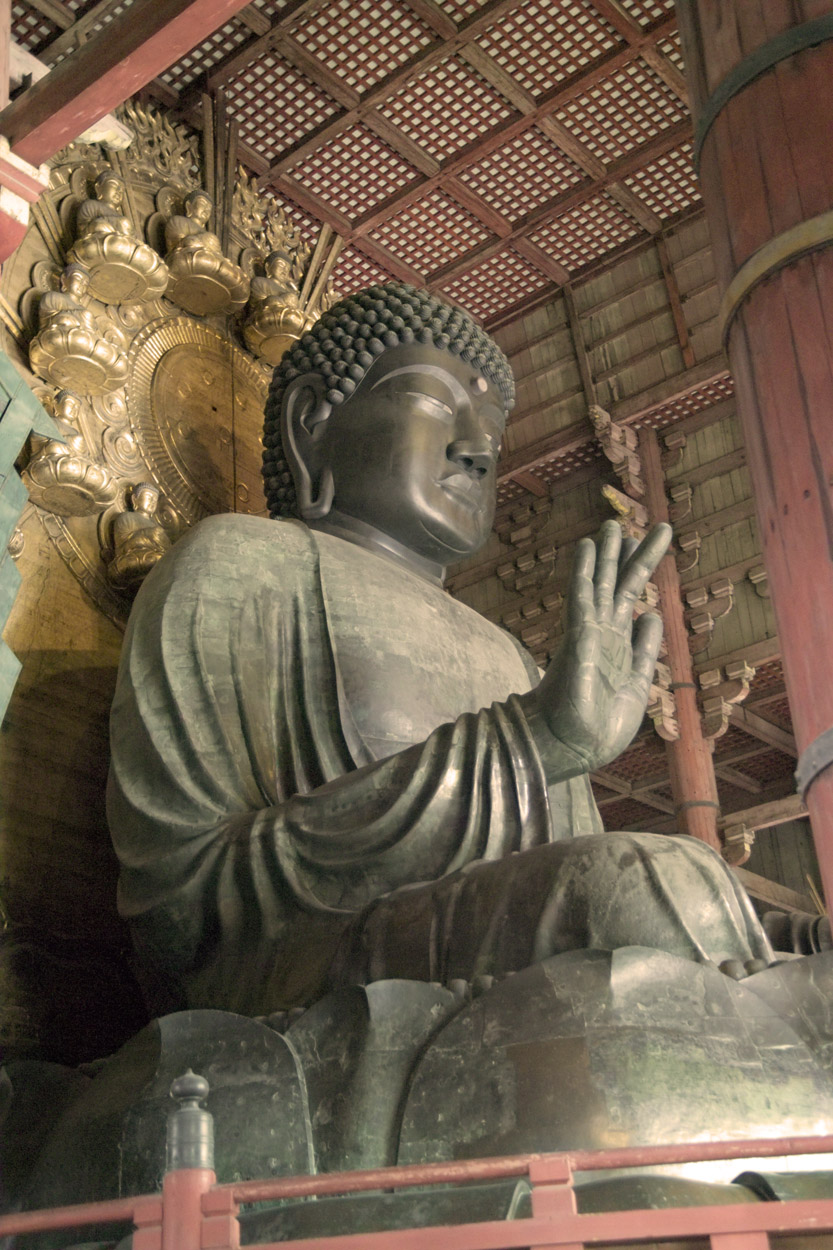
Der Daibutsu im Tōdai-ji

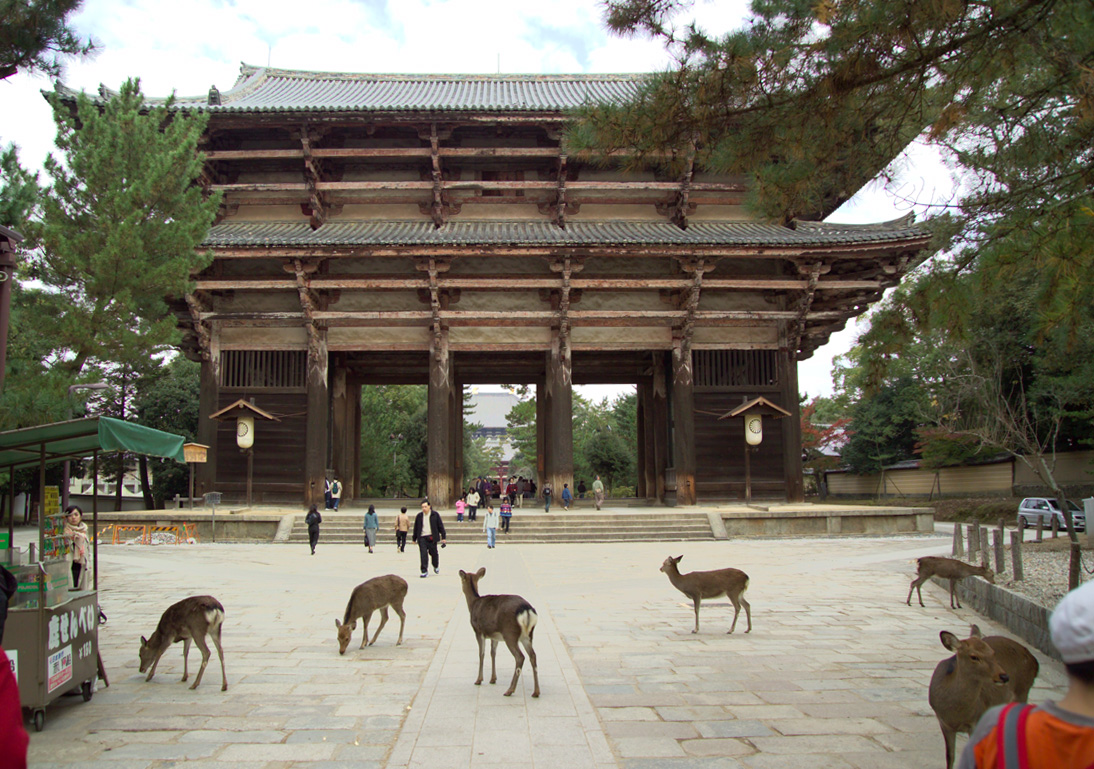
Freilaufende Sikahirsche am Nandaimon

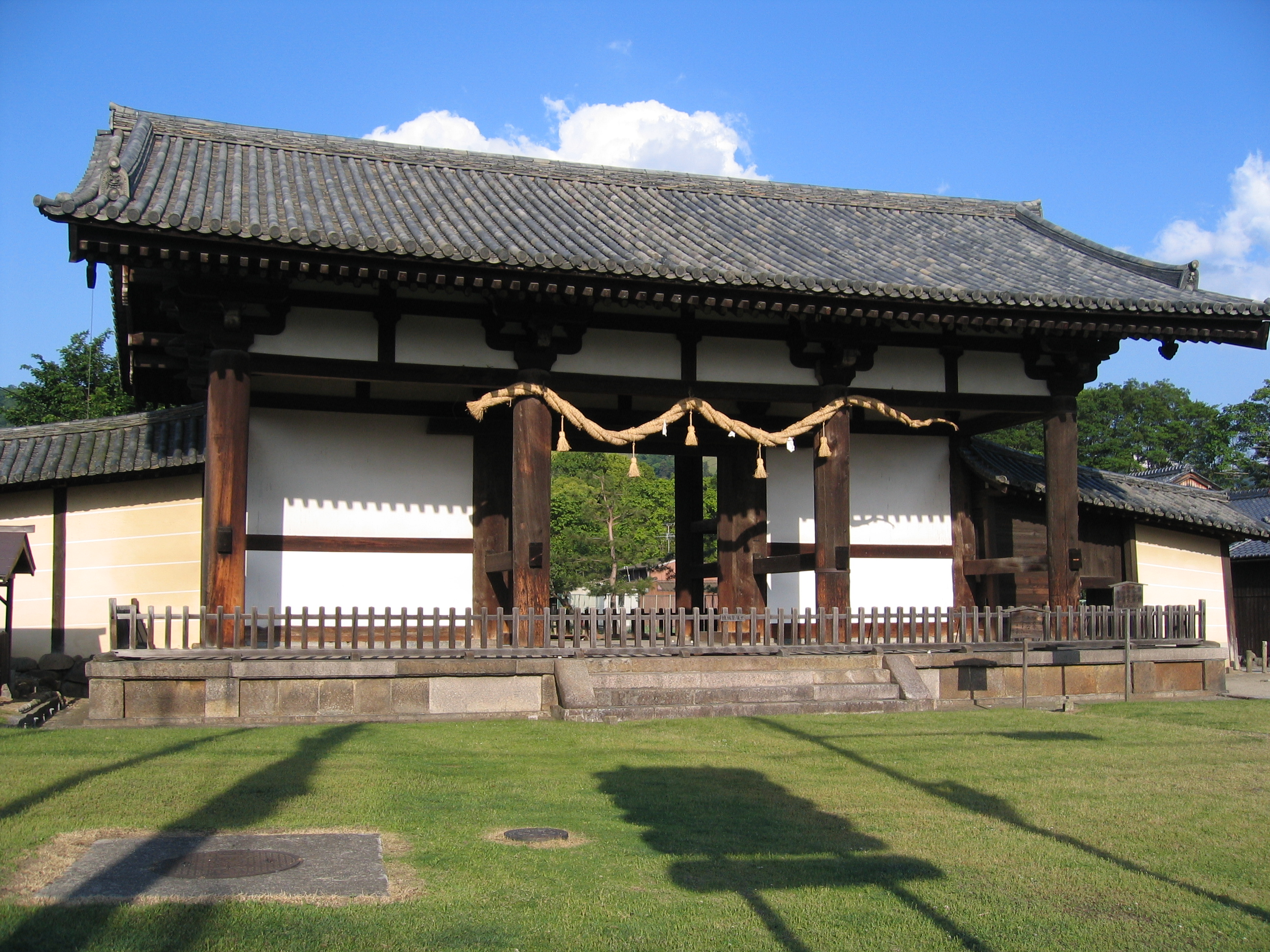
Das Tegai-Tor nach dem die Tegai Schwertschmiedeschule benannt wurde.

Der Tōdai-ji (japanisch 東大寺, wörtl.: „Ost-Groß-Tempel“, besser: „Großer Tempel des Ostens“) ist ein buddhistischer Tempel in der japanischen Stadt Nara.
Die Haupthalle ist mit einer Breite von 57,01 Metern, einer Tiefe von 50,48 Metern und einer Höhe von 48,74 Metern das größte rein aus Holz gebaute Gebäude der Welt. Sie beherbergt die größte buddhistische Bronzestatue.
Die Statue des Großen Buddha (daibutsu) stellt Buddha Vairocana (jap. Birushana 毘盧遮那仏 Birushana butsu, bzw. Dainichi 大日如来 Dainichi nyorai) dar. Sie befindet sich in der größten Halle des Tōdai-ji, Daibutsuden (大仏殿), welche 1708 neu aufgebaut wurde, ursprünglich aber noch um ein Drittel größer gewesen sein soll. Die aus Bronze gegossene Figur ist alleine 15 m hoch, 452 t schwer und mit Sockel ca. 18 m hoch. In der Tempelanlage befindet sich auch ein Schrein der Shintō-Gottheit Hachiman, der in der Nara-Zeit (710–794) zum Schutzgott des Großen Buddha erklärt wurde. Bemerkenswert ist auch das Eingangstor (Nandaimon) aus dem Jahr 1199 mit den beiden rund 8,5 m hohen Wächterstatuen (Niô). Die Anlage des Tōdai-ji zählt zum UNESCO-Weltkulturerbe.

## Geschichte
Der Tempel wurde 745 in der Nara-Zeit im Auftrag von Kaiser Shōmu direkt östlich an die Hauptstadt Heijō-kyō (dem heutigen Nara) angrenzend erbaut – die Buddhafigur wurde 751 fertiggestellt. Kaiser Shōmu wollte über ein Königreich herrschen, das nach dem Prinzip der Harmonie und dem buddhistischen Gesetz regiert wurde.
Eine verheerende Pockenepidemie von 735 bis 737, die ein Drittel der Bevölkerung Japans auslöschte, veranlasste Shōmu, in jeder Provinz staatliche Klöster und Konvente mit großen Buddha-Bildern zu errichten. 741 gab der Kaiser einen Erlass heraus, der die Errichtung eines landesweiten Netzwerks von provinzialen Klöstern vorsah, wobei der Tōdai-ji der Haupttempel dieser Kokubun-ji war. Er und die anderen Klöster sollten dem Staat und der Bevölkerung Wohlstand und vor allem Schutz vor Unglücken wie Erdbeben, Feuersbrünsten und Missernten bringen.

### Daibutsu
Die Errichtung des Riesenbuddhas, der zentralen Figur des Tempels, überstieg fast die Kräfte des Landes. Der über 15 Meter große meditierende Vairocana (Kosmischer Buddha) besteht aus 450 t Kupfer; 50.000 Zimmerleute und 37.000 Metallschmiede wurden zu seinem Bau benötigt. Hügel mussten für den Standort eingeebnet werden und das hölzerne Gebäude, welches um ihn herum errichtet wurde, dominierte meilenweit die Landschaft. Eine derartige Zurschaustellung buddhistischer Macht lag ganz in des Kaisers Absicht. Nach mehreren vergeblichen Versuchen, die Statue aus einem Guss zu erstellen, gelang es schließlich dem koreanischen Kunstschmied Kuninaka Kimimaro († 775), die Figur aus gesondert gegossenen Teilstücken zu erbauen. Neben den technischen Schwierigkeiten machte sich noch der Materialmangel empfindlich bemerkbar.
Schwierigkeiten religiös-politischer Art kamen hinzu. Eine Bereinigung des Verhältnisses Shintō und Buddhismus wurde dringend. Einer Legende aus dem 14. Jahrhundert im Genkō Sakusho zufolge soll der Priester Gyōgi (668–749) auf Geheiß des Kaisers eine Reliquie zum Daijingu in Ise gebracht haben, wo er nach sieben Tagen den Orakelspruch erhalten haben soll, dass Vairocana (jap. Dainichi = große Sonne) und die Sonnengöttin Amaterasu wesensgleich seien. Wer also dem Buddha diene, diene auch der japanischen Stammgöttin, eine zur Zeit der Entstehung der Legende populäre Projektion des kami-buddhistischen Synkretismus (Shinbutsu-Shūgō) in die Vergangenheit.
Im Jahre 749 n. Chr. wurde in Japan Gold entdeckt. „Als wir davon hörten“, erzählte Shōmu, „waren wir erstaunt und hocherfreut.“ Er interpretierte den Fund als günstiges Omen. Nun konnte er das Monument mit einheimischem Metall vergolden lassen. 749 wurde die Statue vollendet. Die Augenöffnungszeremonie 752 wurde vom ersten Abt des Tempels Rōben geleitet, es sollen über 10.000 Gäste, viele auch vom Ausland angereist, teilgenommen haben.
Außer der Kegon wurden noch vier andere buddhistische Schulen aufgefordert, den Tōdaiji ebenfalls als Sitz zu verwenden. Diese fünf wurden damit die ersten der sechs Schulen von Nara. Die letzte der Schulen, Ritsu, war ebenfalls ein kluger Schachzug Shōmus. Er lud den Mönch Ganjin aus China ein, der das vinaya (jap.: Ritsu) brachte. Diese dem Hinayana zugerechnete Gruppe beschäftigt sich mit den Mönchsregeln. Dem Ritsu wurden, ebenfalls im Tōdaiji, sämtliche offiziellen Ordinationen überantwortet. Auch Shōmu ließ sich ein zweites Mal ordinieren; die Rechtmäßigkeit einer Ordination war für Buddhisten immer wichtigstes Anliegen. Der Machtanstieg, den das buddhistische Establishment durch all diese politischen Maßnahmen errang, führte mit dazu, dass nach 760 der Mönch Dōkyō, als Geliebter der Kaiserin Shōtoku, von ihr zum Dharma-Herrscher (hō-ō) ernannt, übermäßigen politischen Einfluss errang. Die folgende Rückbesinnung des Kaiserhauses auf sich selbst führte zum Ende der Nara-Zeit. Den Nara-Schulen wurde kein Zugang zur neuen Hauptstadt Heian-kyō gewährt. Der Tempel ist heute noch der Haupttempel der Kegon-Sekte.
Zweimal zerstörten Feuer die riesige Halle in Heijō-kyō, einmal 1180 in den Wirren am Ende der Heian-Zeit und dann 1567 in den Wirren der Sengoku-Zeit. Dabei wurden mehrfach Korrekturen an der Figur vorgenommen. 1692 – über hundert Jahre hatte der Daibutsu kein Dach über dem Kopf – wurde der Grundstein zur heutigen Halle gelegt, die Anfang des 18. Jahrhunderts, dem Stil der Edo-Zeit angepasst, fertiggestellt wurde. Die heutige Halle ist deutlich kleiner als der Vorgängerbau, dafür etwas höher.
Heute dient das Tempelgelände auch kulturellen Anlässen. Am 20. Mai 1994 fand hier die internationale Musikveranstaltung The Great Music Experience statt, bei der unter anderem das Tokyo New Philharmonic Orchestra, X Japan, INXS, Bon Jovi, Bob Dylan, Tomoyasu Hotei, Roger Taylor, klassische japanische Trommler und ein 100-köpfiger Chor aus buddhistischen Mönchen auftraten. Das Konzert wurde in 55 Ländern im Fernsehen gezeigt.

## Statue des Arhat Pindola

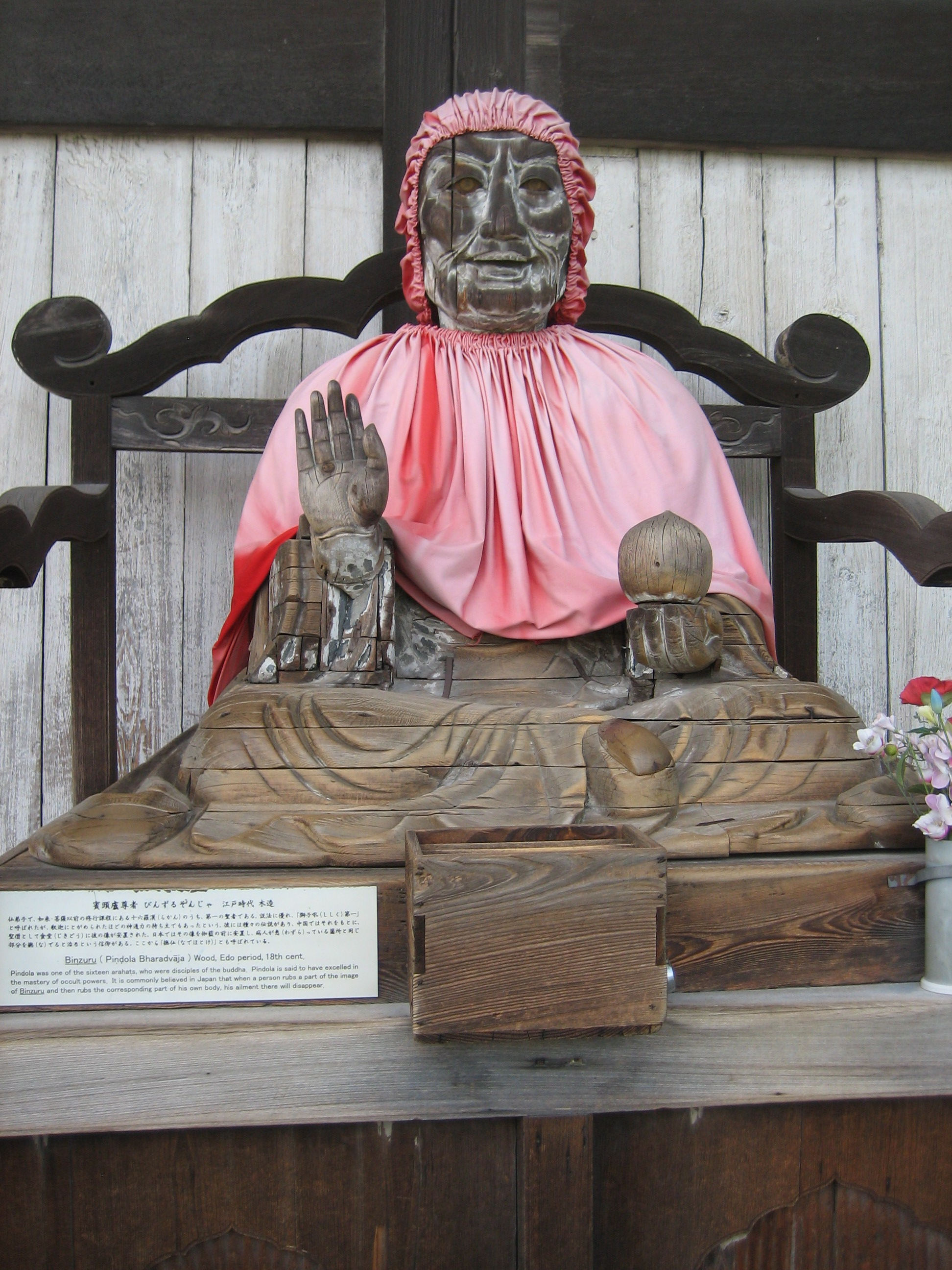
Statue des Pindola vor dem Tōdai-ji

Rechts neben dem Eingang zur Haupthalle befindet sich eine verwitterte Holzstatue des Arhat Pindola-Bhāradvāja aus dem 18. Jahrhundert. Pindola war einer der 16 Arhats, soll sich mit Zauberei befasst haben und muss daher außen vor dem Tempel bleiben. Wenn man einen Körperteil der Statue berührt und danach den entsprechenden eigenen Körperteil reibt, sollen Krankheiten in diesem Körperteil geheilt werden.

## Weitere Gebäude der Tempelanlage
- Nigatsu-dō (二月堂)[Anm. 2]

- Sangatsu-dō (三月堂)[Anm. 3] alias Hokke-dō (法華堂)[Anm. 4]→ Hauptartikel: Hokke-dō (Tōdai-ji)

- Shigatsu-dō, Halle des vierten Monats

- Kaisan-dō, Gründerhalle

## Sonstiges
- Im April explodieren die yae-zakura, eine doppelte Kirschblüte an den Bäumen. Von der Regierung wurden sie als Naturschatz eingestuft.